# Beoto
Beoto (en griego antiguo Βοιωτός, Boiōtos) es un personaje epónimo de la mitología griega. Unos alegan que Beoto era hijo de Poseidón y de Arne, también llamada Melanipa, y gemelo de Eolo. Melanipa o Arne era a su vez hija de otro Eolo, el hijo de Helén. Se dice que con el Ática limita Beocia en varios lugares y particularmente Platea con Eléuteras. Los beocios como pueblo han tomado su nombre de Beoto, que dicen que es hijo de Itono y de la ninfa Melanipe, y que Itono era hijo de Anfictión. Las ciudades reciben sus nombres de hombres y, la mayoría, de mujeres.
Al conocer Eolo que su hija Arne estaba encinta, la cegó y la recluyó en un calabozo ordenando que los niños que naciesen fuesen abandonados en el monte Pelión. Sin embargo unos pastores icarios los encontraron y los criaron. La versión de Diodoro Sículo, difiere en que Arne no fue encarcelada, sino que Eolo la entregó a un extranjero de Metaponto con la orden de llevarla a esta ciudad.
Entretanto, Metaponto, rey de Icaria, no lograba tener descendencia con su esposa Téano y pensaba repudiarla. Téano encontró a los pastores a quienes pidió que le diesen a los niños para hacerlos pasar por suyos y de Metaponto. A pesar de todo, Téano quedó encinta y dio a luz a otra pareja de mellizos. Sin embargo debido a la ascendencia divina de Eolo y Beoto, estos eran los preferidos de Metaponto lo que despertó los celos de Téano. Ésta ordenó a sus hijos matar a Eolo y Beoto durante una cacería y simular un accidente, pero estos, ayudados por su padre Poseidón se zafaron de la trampa y dieron muerte a los hijos de Téano, quien se suicidó al conocer el desenlace. Poseidón les reveló su verdadera ascendencia y la situación de su madre Arne. Eolo y Beoto la liberaron y Poseidón le devolvió la vista. El relato de Diodoro cambia en que, fue en Metaponto donde Arne parió a Eolo y Beoto, y que los niños fueron adoptados en obediencia a un oráculo por un metapontio sin descendencia.
Cuando Metaponto se enteró del engaño de Téano, se casó con Arne y adoptó formalmente a Eolo y Beoto. Sin embargo, años más tarde Metaponto repudió a Arne y se casó de nuevo con Autólite. Eolo y Beoto se pusieron de parte de su madre y mataron a Autólite, por lo que tuvieron que huir de Icaria. La versión de Diodoro es muy distinta: de mayores, los hermanos se apoderaron de Metaponto y después de una disputa de Arne con Autólite, su madre adoptiva, la mataron, y huyeron por mar llevando consigo a su madre.
Beoto y Arne fueron de nuevo a Tesalia, donde su abuelo y padre, respectivamente, Eolo, les cedió la parte meridional del reino, que a partir de entonces se llamó Beocia y a sus habitantes beocios. Estos acontecimientos son narrados por Diodoro de otra manera: Beoto llegó en barco a Tesalia, fue adoptado por su abuelo y le sucedió en el trono tesalio. Al reino le cambió el nombre y lo llamó Arne, por su madre, y a sus habitantes beocios, derivado de su propio nombre.

### Descendencia
- Onquesto — epónimo, cuya abuela paterna, Arne, era hija de Asopo.[11]
- Hermipe — esposa de Orcómeno y madre, por Poseidón, de Minias.[12]
- Itono — Diodoro dice que Beoto tuvo un hijo, de nombre Itono.[13]
- Ogiges — según algunas tradiciones.[14]